# だいじょうぶマイ・フレンド
『だいじょうぶマイ・フレンド』は、村上龍による小説、および1983年公開の日本映画である。小説は1983年2月に集英社から刊行された。

## 映画

### キャスト
- ゴンジー・トロイメライ：ピーター・フォンダ
- ミミミ：広田レオナ
- ハチ：渡辺裕之
- モニカ：乃生佳之
- ドクター：根津甚八
- ジュリアス：リチャード・ライト
- レイ子：青地公美
- 頬刑事：タモリ（表記は「タモリ一義」）
- DJの男：三遊亭円丈
- 店頭販売の女：研ナオコ
- 白衣の男A：岸部一徳
- 白衣の男B：苅谷俊介
- 白衣の男C：辻畑鉄也
- 白衣の男D：団時朗
- 暴走族風の男：船原長生
- 看守A：高橋幸宏
- 泣く男：小松政夫
- 看護人：武田鉄矢
- ダンサー：富沢美智恵

### スタッフ
- 監督・原作・脚本：村上龍
- 製作：多賀英典
- 劇伴作曲：清水信之、風戸慎介
- 撮影監督：岡崎宏三
- 撮影：大岡新一
- 美術：山口修
- 録音：西崎英雄
- 照明：下村一夫
- 編集：山地早智子
- 監督補佐：中島紘一
- 助監督：武内孝吉、鈴木健二、星野仁、野田信仁
- 製作担当：青木勝彦
- 振付：竹邑類、宮本亮次（現：宮本亜門）
- 衣装デザイン：小栗荘介（MEN'S BIGI）
- ヘアアドバイザー：田村哲也（mod's hair）
- 脚本英訳：高桑香
- アクションアドバイザー：伊奈貫太
- カースタント：三石千尋とマイクスタントマンチーム
- ハングライダーアドバイザー：西野光男
- アシスタントプロデューサー：市川喜一
- 音響効果：本間明
- MA：アオイスタジオ
- 現像：東洋現像所
- 協賛：日本交通公社、SANSUI、ティアック、東芝、サントリー、日本光電、マリアナ観光局
- 協力：カシオ計算機、本田技研工業、八芳園、コンチネンタル・ミクロネシア航空
- 制作協力：東芝EMI、CBS・ソニー、キャニオン・レコード、キティ・レコード、集英社
- 製作：キティ・フィルム

サウンドトラック
- 音楽監督：加藤和彦
- 作詞：安井かずみ、来生えつこ、クリス・モズデル、村上龍、桑田佳祐
- 作曲：加藤和彦、清水信之、来生たかお、桑田佳祐、坂本龍一、高中正義

特殊撮影
- 監修：神澤信一
- 美術：寒竹恒雄
- 照明：高野和男
- 操演：小笠原亀（亀甲船）
- 特殊造型：上松盛明
- 特殊効果：大平特殊効果
- 光学撮影：小野寺浩、古山章
- 視覚効果：中野稔（デン・フィルム・エフェクト）

## 映画賞受賞歴
- 第7回日本アカデミー賞
  - 優秀音楽賞（加藤和彦）